# Belkacem Hadjadj
Belkacem Hadjadj  (ALA-LC: bilqasim hujaj) (en árabe: 'بلقاسم حجاج'‎)‎; (, Tiguemounine, Cabilia, Argelia) es un actor, cineasta, productor de cine y realizador argelino.

## Biografía
Después de estudiar literatura, se orientó hacia la cinematografía.
Se fue a Europa a principios de los años setenta; y, se instaló en Bélgica, después de haber estudiado cine en el Instituto Nacional Superior de Artes del espectáculo y técnicas de difusión (INSAS) de Bruselas donde obtuvo su licenciatura dirección de cine, en 1977. Trabajó para la Radio télévision belge francophone (RTBF) hasta 1978. Antes de regresar a Argelia, defiende una tesis doctoral sobre oralidad e imagen bajo la dirección de Jean Rouch por la Universidad de París X Oeste Nanterre La Défense.
De vuelta en Argelia, él trabaja para el Radio Televisión pública argelina (RTA); y realizará su primer filme de cortometraje en 1982, La Goutte (La Gota), (primer premio en el Festival internacional de cine de Amiens, 1982), seguido de cuatro telefilmes, Le Bouchon (El Tapón) en 1980, Bouziane-el-Kalaï en 1983, (premio Venezia Genti, Festival Internacional de Cine de Venecia, 1984), Djillali-El-Gataa en 1984; y, El-Khamsa en 1988.
De 1985 a 1991, enseñó cine en el Instituto Nacional de Ciencias de la Información y la Comunicación (INSIC) de Argel. Y, de 1994 a 2000, residió un cierto tiempo en Bruselas sin dejar de filmar. Creó su propia compañía, "Machaho Production" a fines de los 90, ampliando su paleta artística, ya que también es actor y guionista.
En 1995, él produce y realiza su primer largometraje, "Machaho" que sería seguido por su segundo largometraje,  El Manara  (seleccionado en la competencia oficial en Festival internacional de Cartago, 2004; y, en el Festival Panafricano de Cine y Televisión de Uagadugú (Fespaco), 2005). Produjo y dirigió dos documentales "L'Arc-en-ciel éclaté" ("El Arco Iris explotó") (largometraje, 1998) y Une femme taxi à Sidi Bel Abbès (Una mujer de taxi en Sidi Bel Abbès, documental, 2001, ya transmitido en el canal Arte), dos series para la Televisión Argelina Taxi El Majnoun (una serie humorística televisiva, difundida durante el Ramadan 2005) y Hakda wala Ktar.
Produjo el documental Mémoire des Montagnes (Memoria de las Montañas), realizado por A. Fellag; y, la telenovela "El Ghaieb", realizado por D. Ouzid. En 2007, aseguró la producción del largometraje de cine "Le Crépuscule des Hommes bleus" ("El Crepúsculo de los hombres azules), dirigido por B. Tsaki; y, el documental, Joue à l'Ombre (Juego a la Sombra) dirigido por M.L. Tati. En 2008, presidió el jurado del Festival de Cine Amazig, en Sétif en 2008.
En 2014, realizó un largometraje histórico sobre una de las grandes figuras históricas de la resistencia argelina contra la colonización francesa, Fadhma N'Soumer (1830-1863), el papel de esta heroína de las montañas Djurdjura encarnado por la actriz franco-libanesa Laetitia Eido.
Luego trabaja como productor en un primer musical en Argelia (con el director Dahmane Ouzid).

## Honores

### Membresías
Desde 2007, ha sido elegido presidente de ARPA (Asociación Argelina de Directores Argelinos Profesionales).

## Filmografía

### Director
- 1980 : Le Bouchon (El Tapón)
- 1982 : La Goute (La Gota)
- 1983 : Bouziane-el-Kalaï
- 1984 : Djillali-El-Gataa
- 1988 : El-Khamsa
- 1995 : Machaho
- 1998 : L'Arc-en-ciel éclaté
- 2001 : Une femme taxi à Sidi Bel Abbès (Una mujer taxi en Sidi Bel Abbes)
- 2004 : El Manara
- 2005 : Taxi El Majnoun
- 2006 : Hakda wala Ktar
- 2014 : Fadhma N'Soumer

### Productor
- Mémoire des Montagnes (Memoria de las Montañas), dirigido por A.Fellag
- El Ghaieb, dirigido por D.Ouzid
- Le Crépuscule des Hommes bleus (El Crepúsculo de los Hombres azules), dirigido por B. Tsaki
- Joue à l'Ombre (Juego a la Sombra), dirigido por M.L.Tati
- Papicha, dirigido por M.Meddour (2019)